# 가타기리 미사오
가타기리 미사오(일본어: 片桐 操, 1947년 4월 15일 - 1972년 7월 21일)는 일본의 살인자이다. 도쿄 출신인 가타기리는 총을 좋아했다.

## 사건
1965년 7월 29일, 가타기리는 권총을 빼앗을 목적으로 경찰관 1명을 엽총으로 쏘아 죽이고 다른 경찰관 1명을 다치게 했다. 가타기리는 빼앗은 권총으로 4대의 자동차를 하이잭하며 시부야로 가서 시부야 소방서 근처의 총포사를 점거하고 4명을 인질로 잡았고, 도착한 경찰과 총격전을 벌였다. 나가야마 노리오를 포함한 5000여명이 이 총격전을 지켜보았고, 인질 중 1명이 가타기리를 공격한 틈을 타 경찰은 가타기리를 잡는데 성공했다. 체포된 가타기리는 사형을 선고받고 1972년 7월 21일 처형되었다.

## 같이 보기
- 쉬푸가오 - 마찬가지로 남의 총을 빼앗아 범행을 저지른 인물